# Aeroporto di Rostov sul Don
L'Aeroporto Internazionale di Rostov sul Don (in russo: Международный Аэропорт Ростов-на-Дону) è un aeroporto civile internazionale situato a 9 km dalla città di Rostov sul Don, nell'oblast' di Rostov, in Russia europea.

## Storia
- 15 giugno 1925 - l'apertura dei voli di linea Rostov sul Don - Charkiv - Orël - Mosca
- 1926 - l'apertura dei voli Mosca - Rostov sul Don - Tbilisi
- 1932 - la costruzione del primo Terminal dell'aeroporto
- 1977 - la ricostruzione dell'aeroporto e l'apertura del complesso aeroportuale moderno
- 1986 - l'apertura del Terminal internazionale all'aeroporto di Rostov sul Don
- 1993 - la creazione del S.p.a. l'Aeroporto di Rostov sul Don
- 2000 - il vincitore del Premio del più evoluto aeroporto nei paesi CSI
- 2002 - il primo posto degli aeroporti con il traffico fino a 1 milione passeggeri/anno.
- 2007 - il vincitore del titolo del Leader della Crescita Economica nell'Oblast' di Rostov
- 2012 - le compagnie aeree russe Aeroflot e UTair sono state multate per una somma totale di circa 8 milioni RUR (circa 200.000 EUR al dicembre 2012) in seguito agli aumenti ingiustificati delle tariffe sulla tratta Rostov sul Don - Mosca dopo la bancarotta nel 2011 delle compagnie aeree low cost Avia Nova, SkyExpress che hanno lasciato il mercato nel 2012.[4]
- Nel corso del 2012 il Terminal Cargo dell'aeroporto di Rostov sul Don ha aumentato fino a 206.000 tonnellate (+16 % rispetto al 2011) il volume di merce. All'aeroporto di Rostov sul Don sono transitati nel 2012 1,874 mln passeggeri, il 2,2 % in più rispetto all'anno scorso.[5]

## Strategia
L'aeroporto di Rostov sul Don è la base tecnica e lo hub secondario della compagnia aerea russa Rossija Airlines dopo la sua fusione con la Donavia nel 2015. Inoltre, all'aeroporto ha base tecnica la fabbrica di elicotteri Rostvertol e la sua compagnia aerea Rostvertol-Avia.

## Dati tecnici
L'aeroporto di Rostov sul Don è un aeroporto internazionale civile di I categoria ICAO.
L'aeroporto di Rostov sul Don dotato di una pista attiva cementata di 2.500 x 45 m che permette il decollo/atterraggio di tutti i tipi di elicotteri e di aerei Antonov An-12, Antonov An-24, Yakovlev Yak-40, Yakovlev Yak-42, Tupolev Tu-134, Tupolev Tu-154, Tupolev Tu-204, Ilyushin Il-62, Ilyushin Il-76, Ilyushin Il-114, Canadian Regional Jet, Fokker F70, RJ-85, e con dei limitazioni degli aerei Airbus A310, Airbus A319, Airbus A320, Boeing 737, Boeing 757, Boeing 767 e di tutti gli aerei di classe inferiore.
L'aeroporto di Rostov sul Don è aperto 24 ore al giorno.

## Terminal e servizi
Terminal dell'aeroporto permette il transito di 600 passeggeri all'ora nei voli nazionali e 200 passeggeri all'ora nei voli internazionali.
Nel 2007 è stato aperto un Terminal VIP. Il Terminal-Cargo di 7,160 metri quadri permette di elaborare 420 tonnellate di merce in 24 ore.
L'aeroporto dispone della Sicurezza Interna e di un complesso di manutenzione degli aerei e degli elicotteri.

## Collegamenti con Rostov sul Don
Terminal aeroportuale è facilmente raggiungibile dal centro di città e dalla Stazione di Rostov sul Don delle Ferrovie russe con le linee 7, 7A, 95 degli autobus e con la linea 9 dei filobus del trasporto pubblico.